# Washington (Maine)
Pour les articles homonymes, voir Washington.
Washington est une ville américaine située dans le Comté de Knox, dans le Maine. Selon le recensement de 2020, sa population est de 1 590 habitants.